# Poveri in riva al mare
Poveri in riva al mare (Des pauvres au bord de la mer), noto anche come La tragedia, è un dipinto a olio su tavola realizzato nel 1903 da Pablo Picasso. È conservato a Washington, nella National Gallery of Art.

## Descrizione
Appartiene ad una fase della produzione di Picasso che la critica definisce periodo blu (1901-1904).  Il dipinto raffigura una famiglia di poveri in riva al mare. Le tre figure rappresentate sono caratterizzate dall'essenzialità, che è resa anche attraverso il colore, infatti la tavolozza è quasi monocroma e si riduce ai toni del blu. I tre personaggi, scalzi e infreddoliti, alludono alla Sacra Famiglia e riflettono un senso di malinconia e di chiusura nella loro silenziosa disperazione. Come nelle altre opere di questo periodo, il tema principale è l'incomunicabilità, infatti i personaggi sono incapaci di relazionarsi fra loro e hanno un aspetto miserabile.
Ciononostante, gli individui campeggiano per la loro maestosa dignità. In particolar modo, l'austera figura della madre ritratta di spalle, rinvia alla salda resa volumetrica del modellato anatomico dei corpi di alcune figure giottesche. Malgrado l'utilizzo della tavolozza pressoché monocroma, Picasso riesce a separare nettamente i tre elementi costitutivi dell'universo: l'acqua (il mare), l'aria (il cielo) e la terra (la spiaggia). Si possono in questo modo distinguere tre geometriche fasce orizzontali che sono in contrasto con i tre personaggi in primo piano, concorrendo a mettere in risalto la loro emarginazione, rimarcando così il loro intimo e silenzioso dolore.